# Arabis soyeri
Arabis soyeri is een overblijvende plant uit de kruisbloemenfamilie (Brassicaceae), die voorkomt in de Pyreneeën, de Alpen en de westelijke Karpaten.

## Naamgeving enetymologie
- Synoniem: Arabis cardamine Calest.
- Frans: Arabette de Soyer-Willemet

De botanische naam Arabis is Oudgrieks voor 'van Arabië'. De soortaanduiding soyeri is een eerbetoon aan de Franse botanicus Hubert Félix Soyer-Willemet (1791-1867).

## Kenmerken
Het is een meerjarige kruidachtige plant, met een onbehaarde stengel die tot 35 cm hoog wordt. De plant draagt aan de voet een wortelrozet met kort gesteelde omgekeerd eironde bladeren met fijn getande bladrand. De stengelbladeren staan verspreid met een zittende of stengelomvattende bladvoet. Alle bladeren zijn glanzend donkergroen.
De bloeiwijze is een kleine bloemtros met kelkvormige, viertallige bloemen. De kroonblaadjes zijn wit en 5 tot 7 mm lang.
De vrucht is een 25 tot 50 mm lange hauw.
De plant bloeit van juni en juli.

## Habitaten verspreiding
A. soyeri komt vooral voor in het hooggebergte op vochtige kalkrijke bodem, vooral nabij bronnen en beken, tot op 2.800 m hoogte.
De soort is te vinden in de Pyreneeën, de Alpen en de westelijke Karpaten.

## Taxonomie
A. soyeri kent twee ondersoorten:
- A. soyeri subsp. soyeri: de nominaatvorm, komt enkel voor in de Pyreneeën;
- A. soyeri subsp. subcoriacea (synoniem: Arabis jacquinii): onderscheidt zich van de nominaat door de niet-stengelomvattende stengelbladeren, komt voor in de Alpen en de westelijke Karpaten

... · 
A. alpina (Alpenscheefkelk) · 
A. glabra (Torenkruid) · 
A. hirsuta subsp. hirsuta (Ruige scheefkelk) · 
A. hirsuta subsp. sagittata (Pijlscheefkelk) · 
A. soyeri · 
A. turrita (Torenscheefkelk) · 
...